# ケープ・コッダー
ケープ・コッダー（英: Cape Codder）はウォッカとクランベリージュースから作られるカクテルの名称。その名前はアメリカ合衆国マサチューセッツ州のケープコッドに由来する。
シンプルにウォッカ・クランベリーと呼ばれることもある。

## 概要
1970年代初めにアメリカで創作された。
クランベリーはケープコッドを含むアメリカ東部原産の果実である。
アメリカ東海岸では特に人気が高いが、アメリカ西海岸ではケープ・コッダーよりシー・ブリーズの方が人気が高い。

## レシピの例
材料
- ウォッカ - 45ml
- クラベリージュース - 適量

作り方
1. タンブラーグラスに材料を入れステアする。または、材料をシェイクし氷を入れたロックグラスに注ぐ。
2. 好みでライムスライスやレモンスライスを飾る。

## バリエーション
クラベリージュースに加えて、他のフルーツジュースを加えると以下のようなバリエーションとなる。
ベイブリーズ Bay Breeze
パイナップルジュース
シー・ブリーズ Sea Breaze
グレープフルーツジュース
マドラス Madras
オレンジジュース。オレンジスライスを飾る。